# Der Einstein des Sex
Der Einstein des Sex – Leben und Werk des Dr. Magnus Hirschfeld («El Einstein del sexo – Vida y obra del Dr. Magnus Hirschfeld»), es una película alemana de Rosa von Praunheim de 1999, que relata la historia del médico, sexólogo y precursor Magnus Hirschfeld, basado en hechos reales. Con un presupuesto de 1,8 millones de marcos, es considerada una película de bajo presupuesto. Se estrenó en las pantallas de cine el 9 de marzo del 2000.
Rosa von Praunheim mismo comentó sobre la película: «A algunos les decepcionará que en la película se cuente una historia con personajes interesantes, en la que se puede llorar al final. Quería que la figura histórica del padre del movimiento gay fuera tomada en serio y que la historia de las costumbres de fin de siglo resulten creíbles. Espero que mi película contribuya a que el nombre de Hirschfeld vuelva a gana fama y que los nazis, que hicieron todo lo posible por que su nombre se olvidase, no tengan razón.»

## Argumento
Magnus Hirschfeld estudia medicina junto con su hermano de crianza Richard. Las opiniones de ambos se siguen caminos distintos durante el estudio. Mientras que Richard adopta las enseñanzas convencionales, Magnus se opone a la condena generalizada de la homosexualidad como enfermedad y contra natura. Después de que rechazara a un joven oficial, que había acudido a él en ayuda, se suicidara a causa de su amor prohibido por un hombre, Magnus decide dedicarse a la sexología. Procura no corresponder el amor de su colaborador, el barón Hermann von Teschenberg, para no poner en peligro su carrera.
Hirschfeld fundó el Comité Científico Humanitario para luchar contra el Párrafo 175 del Código Penal alemán, que criminalizaba la homosexualidad. Durante su trabajo con travestís conoce a Dorchen, que ha perdido su trabajo debido a su tendencia y a la que da trabajo como asistenta del hogar. Su trabajo es criticado, entre otros, por el editor de la primera revista gay, Adolf Brand, que rechaza la teoría apoyada por Magnus del comportamiento «femenino».
Durante la I Guerra Mundial trabajó como médico en un hospital militar. Tras la Guerra, funda el Institut für Sexualwissenschaft. Tras una conferencia en Múnich es atacado por «agitadores populares» y herido de gravedad. El estudiante Karl Giese acude en su ayuda. Giese se convertiría más tarde en colaborador y amante de Hirschfeld. Invitado por el gobierno de la URSS, Hirschfeld viaja a Moscú y Leningrado; en 1931 le sigue un viaje alrededor del mundo por Estados Unidos, Asia y el Oriente. Durante el viaje conoce a Li Shiu Tong, que se convertiría en su nueva pareja. 
Durante ese tiempo, llegan al poner en Alemania los nacionalsocialistas. Magnus huye al exilio a Francia y ve en las noticias en un cine de París como la obra de su vida, el Institut für Sexualwissenschaft, es destruido por los nazis.

## Crítica
La revista Kultur Spiegel comentó sobre la película: «Rápida subida y pronto dolor, furor político y desastre privado, contado de forma alegremente convencional con el fondo político de la República de Weimar – un álbum de poesía del sentido de la decencia.»
El film-dienst fue más negativo: «Un intento encomiable, que hasta el momento ha resultado ser realmente diletante».